# 达米安·维尔林
达米安·马蒂亚斯·阿明·维尔林（德語：Damian Matthias Armin Wierling，1996年2月13日—）生于埃森，是一名德国男子游泳运动员，主攻自由泳，曾是哈根函授大学工商管理专业学生。维尔林童年时极度怕水，5岁时，父母为了让他克服对水的惧怕而让他学游泳，2002年，他首次参加游泳比赛，他的第一个俱乐部是SG米尔海姆，2011年11月，他为了能够在更好的条件下训练而加入SG埃森俱乐部。